# O Outeiro de Barracido
O Outeiro de Barracido es una aldea española situada en la parroquia de Camouco, del municipio de Ares, en la provincia de La Coruña, Galicia.

## Toponimia
El origen del topónimo es el latín altarium, que es una parte alta o elevación del terreno.

## Demografía
| Gráfica de evolución demográfica de O Outeiro de Barracido entre 2000 y 2023 |
|                                                                              |
| Datos según el nomenclátor publicado por el INE.                             |